# 内藤利紀
内藤 利紀（ないとう としのり、1910年（明治43年）3月18日 - 1983年（昭和58年）4月10日）は、日本の政治家。東京都保谷市（現・西東京市）長（2期）。

## 来歴
福島県出身。1934年日本大学法文学部法律科を卒業。卒業後は逓信省に入り、簡易保険局書記となる。1951年保谷町議会議員となり、のち市制施行で保谷市議会議員となる。1969年保谷市長に当選。市長就任後は小学校や保育園、児童館の建設、休日診療所の開設、市街化区域及び市街化調整区域の決定、市の木を「ケヤキ」、市の花を「サザンカ」に決定した。ほか、1977年に市長を退任するまで教育や福祉の各施設、都市計画や環境整備の拡充に力を尽くした。1983年死去。正六位に叙された。

## 栄典
- 年代不明 - 勲五等双光旭日章[1]